# (90377) Sedna
(90377) Sedna ist ein großes transneptunisches Objekt (TNO) jenseits des Kuipergürtels; es gehört aufgrund seiner Größe und Masse höchstwahrscheinlich zu den Zwergplaneten. Aufgrund des Perihels von 76 Astronomischen Einheiten (AE) kann es kein von Neptun gestreutes Objekt des Kuipergürtels (KBO) sein und wird von Mike Brown in die neue Klasse der „distant detached objects“ (DDOs, deutsch etwa „entfernte losgelöste Objekte“) eingeordnet.

## Entdeckung und Benennung

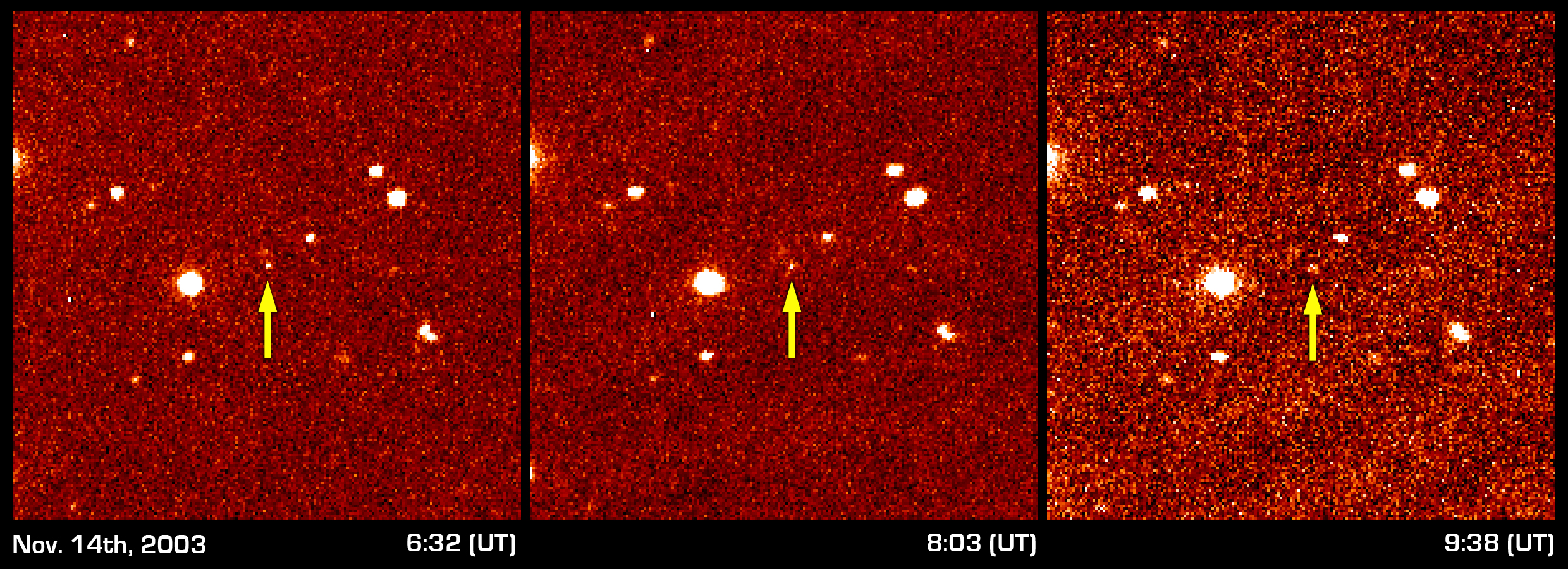
Diese drei Bilder zeigen die Entdeckung von Sedna. Gemacht wurden sie am 14. November 2003 von 6:32 bis 9:38 UTC. Erkannt wurde Sedna durch eine leichte Drift auf diesen Bildern.

Entdeckt wurde Sedna am 14. November 2003 von Mike Brown (California Institute of Technology), Chad Trujillo (Gemini-Observatorium) und David Rabinowitz (Yale University) mit dem 1,2-m-Schmidt-Teleskop am Mount-Palomar-Observatorium. Weitere Untersuchungen wurden mit dem Spitzer-Weltraumteleskop und dem Hubble-Weltraumteleskop durchgeführt. Am 15. März 2004 wurde die Entdeckung veröffentlicht. Die vorläufige Bezeichnung lautete 2003 VB12. Das Objekt erhielt die Kleinplanetennummer 90377.
Nach ihrer Entdeckung ließ sich Sedna auf älteren Aufnahmen bis zurück ins Jahr 1990 identifizieren, wodurch genauere Bahndaten berechnet werden konnten. Seither wurde der Asteroid durch verschiedene Teleskope wie das Hubble-, das Spitzer- und das Herschel-Weltraumteleskop sowie erdbasierte Teleskope beobachtet. Im Dezember 2017 lagen insgesamt 196 Beobachtungen über einen Zeitraum von 25 Jahren vor.
Die Entdecker benannten das Objekt nach Sedna, der Meeresgöttin der Inuit, die der Sage nach in den kalten Tiefen des Atlantischen Ozeans lebt. Am 28. September 2004 gab das Minor Planet Center den Namen bekannt.
Wie alle anderen transneptunischen Objekte außer Pluto besitzt Sedna kein offizielles astronomisches Symbol, da solche Symbole in der Astronomie nur noch eine historische Rolle spielen. Hingegen wurde 2018 ein astrologisches Symbol ⯲ als Schriftzeichen U+2BF2 sedna in Unicode (mit Version 11) aufgenommen.

## Eigenschaften

### Umlaufbahn

Bahnvergleich von Sedna mit Neptun.

Sedna umrundet die Sonne auf einer prograden, hochgradig elliptischen Umlaufbahn zwischen 76 und 1007 Astronomischen Einheiten Abstand. Die Bahnexzentrizität beträgt 0,859 und die Bahn ist 11,93° gegenüber der Ekliptik geneigt.
Die Entfernung zur Sonne beträgt zurzeit 83,139 AE. Das ist die ca. 2,7-fache Entfernung des Neptun (des äußersten Planeten) zur Sonne. Das Sonnenlicht benötigt für diese Strecke fast einen halben Tag. Sedna wird das Perihel von 76,369 AE im Mai 2075 erreichen.
Im Aphel ist Sedna etwa 34 mal weiter von der Sonne entfernt als Neptun. Dann benötigt das Sonnenlicht etwa fünfeinhalb Tage, um zu Sedna zu gelangen.
Die Perihel- und Apheldistanz sind außergewöhnlich groß. Die Umlaufzeit von Sedna beträgt 12.606 ± 6 Jahre.
Das Objekt gehört aufgrund der extremen Bahnelemente nicht mehr zum Kuipergürtel; andererseits ist es von der Sonne nur ein Zehntel so weit entfernt wie die angenommene Oortsche Wolke. Auch wenn die genaue Einordnung noch unklar ist, gehört Sedna einer neuen Klasse von Objekten an (siehe unten).

### Größe und Rotation
Nach gegenwärtigen Schätzungen (Stand 2012) hat Sedna einen Durchmesser von 995 km. Zuvor wurde von wesentlich größeren Durchmessern von 1400 bis zu 1700 km ausgegangen. Da Sedna jedoch offenbar ein größeres Rückstrahlvermögen hat als ursprünglich angenommen, hat sich dieser Wert stark nach unten korrigiert. Damit ist Sedna etwas größer als der größte Körper im Hauptgürtel, der Zwergplanet Ceres.
Sedna rotiert in rund 10 Stunden einmal um ihre Achse.
| Jahr                                         | Abmessungen km       | Quelle            |
| -------------------------------------------- | -------------------- | ----------------- |
| 2005                                         | <1800,0              | Grundy u. a.      |
| 2007                                         | <1600,0              | Stansberry u. a.  |
| 2010                                         | <1600,0              | Tancredi          |
| 2012                                         | <0995,0 ± 80,0       | Pál u. a.         |
| 2013                                         | <0906,0 +314,0−258,0 | Lellouch u. a.    |
| 2014                                         | <0700                | Braga-Ribas u. a. |
| 2018                                         | <1041,0              | Brown             |
| Die präziseste Bestimmung ist fett markiert. |                      |                   |

### Oberfläche
Sedna hat eine stark rötliche Färbung, die jener des viel sonnennäheren Zentauren Pholus oder des Planeten Mars ähnelt. Die Ursache dieser Färbung ist bisher ungeklärt; sie weicht deutlich von der Farbe der bisher entdeckten Transneptune ab.
Die Oberflächentemperatur dürfte aufgrund dieser großen Distanz zur Sonne bei lediglich 30 K (−243 °C) liegen. Die scheinbare Helligkeit von Sedna beträgt im Perihel 20,4m.

## Zwergplanetenkandidat
Als Sedna im Jahr 2003 entdeckt wurde, waren sie und das im Jahr zuvor entdeckte Objekt Quaoar die mit Abstand größten Objekte, die seit 1930 (Entdeckung des Pluto) im Sonnensystem gefunden wurden. In den Medien war daher vom zehnten und elften Planeten die Rede. In der Folge wurden weitere große transneptunische Objekte gefunden, insbesondere Eris, Makemake und Haumea im Jahr 2005. Als Konsequenz befasste sich die Internationalen Astronomischen Union (IAU) mit der Frage, nach welchem Kriterium ein Objekt als Planet gelten sollte. Am 24. August 2006 wurde eine Definition von „Planet“ beschlossen und zugleich die neue Kategorie „Zwergplanet“ geschaffen (für Details siehe Zwergplanet#Definition). Sedna wurde jedoch nicht in die Liste der Zwergplaneten aufgenommen. 
Da die offizielle Festlegung durch die IAU fehlt, gilt Sedna nur als Zwergplanetenkandidat. Sowohl Mike Brown als auch Gonzalo Tancredi kommen zum Schluss, dass es sich bei Sedna fast sicher (nearly certainly) um einen Zwergplaneten handelt, da sie sich aufgrund ihrer geschätzten Größe und Masse vermutlich im hydrostatischen Gleichgewicht befindet, also nahezu sphärisch geformt sein dürfte. Gonzalo Tancredi schlägt der IAU vor, sie offiziell als solchen anzuerkennen.

## Hypothesen
Der große Perihelabstand zur Sonne wirft die Frage zu Sednas Entstehung auf. Die drei Entdecker äußerten die Vermutung, Sedna habe ursprünglich zur Inneren Oortschen Wolke gehört. Von dort wurde sie durch eine Störung auf ihre heutige Bahn gebracht. In Frage kommt dafür zum Beispiel eine frühere, enge Begegnung des Sonnensystems mit einem nahen Stern. Die ungewöhnlich exzentrische Bahn könnte aber auch von Störungen durch einen größeren Körper des Sonnensystems weiter außen herrühren (Planet Neun). Dann wäre Sedna ein nach außen gestreutes Objekt des Kuipergürtels.

### Sednas hypothetischer Mond
Zunächst wurde beobachtet, dass sich das von Sedna reflektierte Sonnenlicht periodisch alle 40 Tage ändert, woraus auf eine gleich lange Rotationsperiode geschlossen wurde. Für einen Kleinplaneten wäre dies eine außergewöhnlich langsame Rotation, was die Frage nach bremsenden Effekten erhebt. Eine Erklärungsmöglichkeit wären Gezeitenkräfte durch einen oder mehrere große Monde. Die Beispiele von Venus und Merkur zeigen zwar, dass eine langsame Rotation ohne Mond vorkommen kann. Merkur wurde allerdings durch die Gezeitenkräfte der Sonne auf eine 3:2-Resonanz mit seiner Umlaufzeit abgebremst.
Am 14. April 2004 veröffentlichte die NASA neue Bilder des Hubble-Weltraumteleskops, auf denen laut Untersuchung kein Begleiter zu erkennen ist. Ein Mond in der erforderlichen Größe müsste erkannt worden sein, es sei denn, er hätte bei der Aufnahme unmittelbar vor oder hinter Sedna gestanden. Zudem konnte aus den Beobachtungen mit Hubble die Rotationsperiode Sednas nicht exakt abgeleitet werden.
Von Oktober 2004 bis Januar 2005 führte eine Gruppe des Harvard-Smithsonian Center for Astrophysics um Scott Gaudi eine Beobachtungskampagne durch, die die Ergebnisse von Brown et al. nicht bestätigen konnte. Diese Gruppe ermittelte Rotationsperioden von zehn beziehungsweise 18 Stunden, die zur Erklärung keinen bremsenden Effekt eines Mondes benötigen. Durch diese Messungen können Rotationsperioden von über zehn Tagen ausgeschlossen werden. Nach einer Vermutung von Gaudi könnte die ursprünglich gemessene Periode von 40 Tagen durch Hintergrundgalaxien vorgetäuscht worden sein – es werden jedoch noch weitere Beobachtungen benötigt, um die genaue Rotationsperiode exakt bestimmen zu können.

### Videos
- Was ist Sedna? aus der Fernseh-Sendereihe alpha-Centauri (ca. 15 Minuten). Erstmals ausgestrahlt am 18. Jan. 2006.